# Адміністративний устрій Гуляйпільського району
Адміністративний устрій Гуляйпільського району — адміністративно-територіальний устрій Гуляйпільського району Запорізької області на 1 міську громаду, 2 сільські громади, 1 селишну раду і 2 сільські ради, які об'єднують 61 населених пунктів та підпорядковані Гуляйпільській районній раді. Адміністративний центр — місто Гуляйполе.

## Список громадГуляйпільського району
| № | Назва                          | Центр          | Населені пункти | Площа км² | Місце за площею | Населення (2001), осіб. | Місце за населенням |
| - | ------------------------------ | -------------- | --- | --------- | --------------- | ----------------------- | ------------------- |
| 1 | Воздвижівська сільська громада | с. Воздвижівка | с. Верхня Терса с. Воздвижівка с. Гірке с. Долинка с. Жовтневе с. Копані с. Криничне с. Прилуки с. Рівне с. Цвіткове |           |                 |                         |                     |
| 2 | Гуляйпільська міська громада   | м. Гуляйполе   | м. Гуляйполе с. Веселе с. Гуляйпільське с. Дорожнянка с. Загірне с. Затишшя с. Зелене с. Зелений Гай с. Красногірське с. Марфопіль с. Мирне с. Нове с. Нововасилівське с. Новогригорівка с. Новоіванівка с. Новомиколаївка с. Новоуспенівське с. Обратне с. Павлівка с. Привільне с. Рибне с. Рівнопілля с. Святопетрівка с. Солодке с. Староукраїнка с. Степанівка с. Темирівка с. Успенівка с. Чарівне с. Червоне с. Яблукове |           |                 |                         |                     |
| 3 | Малинівська сільська громада   | с. Малинівка   | с. Вишневе с. Левадне с. Малинівка с. Новодарівка с. Новозлатопіль с. Новоукраїнське с. Ольгівське с. Охотниче с. Полтавка с. Приютне с. Ремівка с. Степове |           |                 |                         |                     |

## Список радГуляйпільського району
| № | Назва                       | Центр          | Населені пункти                               | Площа км² | Місце за площею | Населення (2001), осіб. | Місце за населенням |
| - | --------------------------- | -------------- | --------------------------------------------- | --------- | --------------- | ----------------------- | ------------------- |
| 1 | Залізнична селищна рада     | смт Залізничне | смт Залізничне                                |           |                 |                         |                     |
| 2 | Добропільська сільська рада | с. Добропілля  | с. Добропілля с. Варварівка с. Нове Запоріжжя |           |                 |                         |                     |
| 3 | Любимівська сільська рада   | с. Любимівка   | с. Любимівка                                  |           |                 |                         |                     |

* Примітки: м. — місто, смт — селище міського типу, с. — село, с-ще — селище